# Euscarthmus rufomarginatus
Euscarthmus rufomarginatus е вид птица от семейство Tyrannidae. Видът е почти застрашен от изчезване.

## Разпространение
Видът е разпространен в Боливия, Бразилия, Парагвай и Суринам.